# Agrotis yelai
Agrotis yelai is een vlinder uit de familie uilen (Noctuidae). De wetenschappelijke naam is voor het eerst geldig gepubliceerd in 1990 door Fibiger.
De soort komt voor in Europa.